# Salome Maswime
Salome Maswime es una médica sudafricana experta en salud. Es obstetra y ginecóloga y profesora de cirugía general en la Universidad de Ciudad del Cabo. En 2017, fue galardonada con el premio Trailblazer and Young Achiever.

## Trayectoria
Salome Maswime es de Limpopo. Se graduó en medicina por la Universidad de KwaZulu-Natal en 2005. Durante sus prácticas médicas, presenció dos muertes en Greytown, KwaZulu-Natal. Consiguió un puesto de doctorado subvencionado por la Carnegie Corporation de Nueva York y el Consejo Sudafricano de Investigación Médica que le permitió encontrar formas de mejorar la vida de las madres y los bebés. Completó sus tesis de máster y doctorado en la Universidad de Witwatersrand, donde trató de reducir la morbilidad materna por hemorragia relacionada con la cesárea en Gauteng.
Maswime es miembro ejecutivo del Grupo Sudafricano de Investigación Perioperatoria. Es miembro de la Red Internacional de Sistemas de Encuesta Obstétrica. Fue profesora y directora de la División de Investigación Clínica de Obstetricia y Ginecología de la Universidad de Witwatersrand y obstetra en el Hospital Académico Chris Hani Baragwanath. Trabaja con mujeres con embarazos de alto riesgo. Sus investigaciones se centran en los cuasi accidentes y la mortalidad materna. Descubrió que las muertes maternas por hemorragia durante las cesáreas han aumentado en Sudáfrica. Comparó la preparación de los hospitales para las complicaciones quirúrgicas en las cesáreas en el sur de la Provincia de Gauteng.
Maswime descubrió que en África se producen 200.000 muertes maternas al año; lo que supone dos tercios de todas las muertes maternas del mundo. Ha escrito para The Conversation sobre el aumento del número de cesáreas en África. Ganó el premio Trailblazer and Young Achiever de Jacob Zuma en 2017.
En 2018, puso en marcha la Sociedad Sudafricana de Científicos Clínicos. En 2018 recibió una beca de la Fundación Discovery de la Universidad de Harvard, en el Hospital General de Massachusetts. Su beca le permite investigar las causas de los mortinatos en personas seropositivas. La beca está dotada con 2,1 millones de dólares. En 2019 fue nombrada profesora de Cirugía Global en la Universidad de Ciudad del Cabo.

## Reconocimientos
En 2017, fue nombrada por el Mail & Guardian como una de las 200 sudafricanas más importantes. Ese mismo año, ganó el premio Trailblazer and Young Achiever de Jacob Zuma.
En 2020 fue anunciada como una de las jóvenes científicas de la Clase 2020 del Foro Económico Mundial, un grupo de 25 investigadores notables que están «a la vanguardia de los descubrimientos científicos».